# Звоно
Звона су најчешће метални предмети разних величина, који при ударцу о њих производе звук. Употребљавају се у различите сврхе: као музички инструменти, као средство обавештавања, у верске сврхе итд.
Звоно је директно ударани идиофонски ударачки инструмент. Већина звона има облик шупље чаше која када се удари вибрира у једном снажном ударном тону, а његове странице чине ефикасан резонатор. Удар може бити изведен унутрашњим „клапачем“ или „увулом“, спољним чекићем или — у малим звонима — малом лабавом сфером затвореном у телу звона.
Звона се обично левају од метала звона (врста бронзе) због својих резонантних својстава, али се могу направити и од других тврдих материјала. Ово зависи од функције. Нека мала звона као што су украсна звона или кравља звона могу бити направљена од ливеног или пресованог метала, стакла или керамике, али велика звона као што су црквена звона, звона са сатова и кула обично се изливају од метала за звона.
Звона намењена да се чују на широком подручју могу се кретати од једног звона окаченог у куполи или забату, до музичког ансамбла као што је енглески звоник, каријон или руски звон који су подешени на заједничку скалу и уграђен у звоник. У многим јавним или институционалним зградама се налазе звона, најчешће као звона која оглашавају сатове и четвртине.
Звона намењена да се чују на широком подручју могу се кретати од једног звона окаченог у куполи или забату, до музичког ансамбла као што је енглески звоник, кариљон или руско звоно који су подешени на заједничку скалу и уграђени у звоник. У многим јавним или институционалним зградама се налазе звона, најчешће као звона која оглашавају сатове и четвртине.
Историјски гледано, звона су била повезана са верским обредима и још увек се користе за окупљање заједница на верске службе. Касније су звона направљена у знак сећања на важне догађаје или људе и била су повезана са концептима мира и слободе. Проучавање звона назива се кампанологија.

## Етимологија
Звоно је реч заједничка за нисконемачке дијалекте, сродна са средњонемачким belle и холандски bel али се не појављује међу осталим германским језицима осим исландског bjalla што је била позајмљеница из староенглеског. Популарно је , али није сигурно  у вези са некадашњим осећајем за звоно (стенгл. bellan, 'урлати, правити јаку буку') што је изазвало урлик.

## Историја
Најранији археолошки докази о звонима датирају из 3. миленијума пре нове ере и воде се до Јангшао културе неолитске Кине. На неколико археолошких локалитета пронађена су звона за клапање од грнчарије. Звона од грнчарије су се касније развила у метална звона. У западној Азији, прва звона се појављују 1000. године пре нове ере. Најранија метална звона, од којих је једно пронађено на локалитету Таоси и четири на локалитету Ерлитоу, датована су око 2000. године пре нове ере.
Појавом других врста звона током династије Шанг (око 1600. – ц. 1050. п. н. е.), они су пребачени на подређене функције; на локалитетима Шанг и Џоу, такође се налазе као део опреме за коња и кочије и као огрлице-звона паса. До 13. века пре нове ере, звона тешка преко 150 кг су се бацали у Кини. После 1000. године нове ере, гвожђе је постало најчешће коришћени метал за звона уместо бронзе. Најраније датирано гвоздено звоно произведено је 1079. године, пронађено у провинцији Хубеи.
Звона западно од Кине нису достигла исту величину све до 2. миленијума нове ере. Асирска звона из 7. века пре нове ере била су висока око 4 in (10 cm). Римска звона из 1. и 2. века нове ере била су висока око 8 in (20 cm). Књига Изласка у Библији бележи да су се мала златна звона носила као украси на рубу хаљине првосвештеника у Јерусалиму. Код старих Грка, ручна звона су коришћена у логорима и гарнизонима и од стране патрола које су обилазиле да посете стражаре. Код Римљана је сат купања најављиван звоном. Користили су их и у дому, као украс и амблем, а стоци и овцама су стављана звона око врата како би се нашла ако залутају. Још у 10. веку нове ере, европска звона нису била виша од 2 стопе у висину.

## Музички инструмент
Звона као музички инструмент по боји тона подсећају на црквена звона, а у симфонијском оркестру се најчешће користе за специјалне ефекте и ређе као самосталан инструмент. Чини га низ металних цеви разних дужина које су окачене о специјални рам. Висина тона зависи од дужине цеви: што је цев краћа то је тон виши и обрнуто. Тон се добија ударом дрвеног чекића са филцном главом о цеви.

## Галерија
- Храмско звоно и клепет. Бана-ји. Јапан.
- Мингун Бел је тежак 55.555 вис, или 90 тона.
- Звоно слободе у Филаделфији.
- Звоно Жигмунта (Сигисмунда) (из 1520) у Кракову, Пољска.
- Светско звоно мира у Кентакију.
- Бронзано звоно јингиун ливено 711. године нове ере, Сиан.
- Кинеска звона из древних зараћених држава, музеј провинције Хубеи, Вухан, Кина.
- Ст. Улрих, Меминген
- Јонгл Бел
- Звоно у храму Чанг Чун, Вухан, виси на свом пулау
- Бронзано звоно из друге половине четрнаестог века са приказом светих Петра, Павла, Јована јеванђелисте и Томе.
- Фајр Бел, Глендејл, Аризона.
- Звоно као што је приказано у ликовној уметности: Овај триптих приказује Бенкеија како носи огромно звоно будистичког храма Ми-дера уз планину Хеј-зан. – Чиканобу Тојохара, в. 1890. године.
- Ово звоно се зове Ми-дера но Бансхо (三井寺の晩鐘), вечерње звоно у Ми-дери, будистичком храму у Отсуу, који се налази у близини језера Бива у префектури Шига, Јапан. Ова слика приказује висећу дрвену греду постављену да удари у спољашњу страну резонантне површине.